# Pediobius longisetosus
Pediobius longisetosus is een vliesvleugelig insect uit de familie Eulophidae. De wetenschappelijke naam is voor het eerst geldig gepubliceerd in 1973 door Kerrich.